# Adam Pełczyński

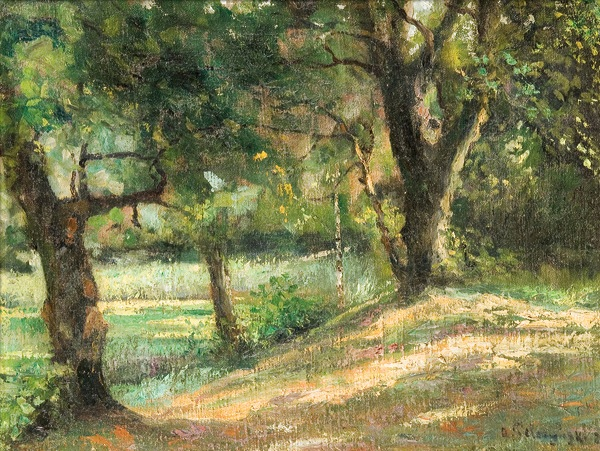
W parku 1909

Adam Pełczyński (ur. 1865, zm. 1928) – malarz polski.

## Życiorys
Studiował malarstwo w latach 1887-1889 u Feliksa Szynalewskiego w Szkole Sztuk Pięknych w Krakowie. Kontynuował studia w Akademii Sztuk Pięknych w Wiedniu u Christiana Griepenkerla i Eduarda Lichtenfeldsa, a następnie w prywatnej szkole malarskiej Antona Ažbégo w Monachium, gdzie zamieszkał po zakończeniu studiów. W latach 1901–1913 był członkiem stowarzyszenia Kunstverein.
Zajmował się głównie malarstwem krajobrazowym, odwiedzał w tym celu często okolice Polski południowej.
Uczestniczył w wystawach we Lwowie, Krakowie, Warszawie, Poznaniu, Lublinie i Łodzi. W latach 1906–1926 był członkiem Towarzystwa Zachęty Sztuk Pięknych w Warszawie. Jego obrazy znajdują się w zbiorach Muzeów Narodowych w Warszawie i Szczecinie.